# In Our Lifetime
In Our Lifetime studijski je album američkog soul vokala Marvina Gayea, koji izlazi u siječnju 1981.g.
Materijal za album sniman je u Gayevom privatnom studiju 'Marvin's Room' (Los Angeles, Kalifornija), 'Seawest Recording Studio' (Honolulu, Hawaii) i Odyssey Studios (London, Engleska) u periodu 1979. do 1980. godine. Omot albuma dizajnirao je Neil Breeden, koji je također radio omot reperu Dazu Dillingeru na njegovom prvom studijskom albumu Retaliation, Revenge & Get Back. Ovo je Gayev posljednji album kojeg snima za izdavačku kuću 'Motown Records', nakon kojeg prelazi u 'Columbia Records'. Album je podsjećao na komercijalni neuspjeh dvostrukog LP Here, My Dear, koji je autobiografski i govori o njegovom nesretnom braku s Annom Gordy. Album je u potpunosti napisao, producirao, aranžirao i miksao Marvin Gaye i njegov je odlazak iz disco stila, kojeg je koristio na prethodna dva studijska albuma. In Our Lifetime smatra se jednim od najbolje otpjevanih Gayevih albuma za 'Motown' u njegovom kasnom periodu.

## Popis pjesama
Sve pjesme je napisao, producirao, aranžirao i skladao, Marvin Gaye.

### Originalno izdanje iz 1981.
1. "Praise" - 4:51
2. "Life Is For Learning" - 3:39
3. "Love Party" - 4:58
4. "Funk Me" - 5:34
5. "Far Cry" - 4:28
6. "Love Me Now or Love Me Later" - 4:59
7. "Heavy Love Affair" - 3:45
8. "In Our Lifetime" - 6:57

### Reizdanje iz 1994.
1. "Ego Tripping Out"1  – 7:18
2. "Praise"  – 4:54
3. "Life Is For Learning"  – 3:41
4. "Love Party"  – 5:01
5. "Funk Me"  – 5:30
6. "Far Cry"  – 4:34
7. "Love Me Now or Love Me Later"  – 5:00
8. "Heavy Love Affair"  – 3:49
9. "In Our Lifetime"  – 7:00

### Prošireno izdanje
| 1. "Praise" (Studijski miks) - 4:51 2. "Life Is For Learning" (Studijski miks) - 3:39 3. "Love Party" (Studijski miks) - 4:58 4. "Funk Me" (Studijski miks) - 5:34 5. "Far Cry" (Studijski miks) - 4:28 6. "Love Me Now or Love Me Later" (Studijski miks) - 4:59 7. "Heavy Love Affair" (Studijski miks) - 3:45 8. "In Our Lifetime" (Studijski miks) - 6:57 9. "Nuclear Juice" (Studijski miks) - 5:46 10. "Ego Tripping Out" (Studijski miks) - 4:55 11. "Far Cry" (Studijski miks) - 6:21 12. "Ego Tripping Out" (Love Man: Singl) - 5:13 13. "Ego Tripping Out - Instrumental" (Love Man: Singl) - 3:43 | 1. "Praise" (Studijski miks) - 5:09 2. "Life Is For Learning" (Studijski miks) - 3:53 3. "Heavy Love Affair" (Studijski miks) - 4:40 4. "Love Me Now or Love Me Later" (Studijski miks) - 5:43 5. "Ego Tripping Out" (Studijski miks) - 4:37 6. "Funk Me" (Studijski miks) - 5:13 7. "In Our Lifetime" (Studijski miks) - 5:51 8. "Love Party" (Studijski miks) - 5:18 9. "Life's a Game of Give and Take" (The Love Man snimak) - 4:57 10. "Life Is Now in Session" (The Love Man snimak) - 4:04 11. "I Offer You Nothing But Love" (The Love Man snimak) - 6:03 12. "Just Because You're So Pretty" (The Love Man snimak) - 5:06 13. "Dance 'N' Be Happy" (The Love Man v) - 6:49 14. "Funk Me, Funk Me, Funk Me" (The Love Man snimak) - 5:49 15. "A Lover's Plea" (The Love Man snimak) - 6:10 |

## Izvođači
- Marvin Gaye - Vokal, Klavijature, Bubnjevi
- Robert Ahwry - Gitara
- Gordon Banks - Gitara
- Frank Bates - Bas gitara, Prateći vokali
- Frank Blair - bas-gitara, Bubnjevi
- Ray Brown - Truba
- William Bryant - Bubnjevi, Klavijature
- Elmira Collins - Vibrafon, Prateći vokali
- Raymond Crossley - Klavijature
- Fernando Harkness - Saksofon
- Joe James - Udaraljke
- Gary Jones - Udaraljke, Konge
- Lee Kentle - Bubnjevi, Prateći vokali
- Nigel Martinez - Bubnjevi
- Kenny Mason - Truba
- Joe Mayo - Udaraljke
- Sidney Muldrew - Francuski rog
- Curtis Anthony Nolen - Gitara
- Raphael Ravenscroft - Alt saksofon
- Dr. George Shaw - Truba
- Nolan Andrew Smith - Truba
- Bugsy Wilcox - Bubnjevi
- Preston Wilcox - Bubnjevi

### Produkcija
- Producent - Marvin Gaye
- Izvršni producent - Candace Bond
- Notiranje - David Ritz
- Fotografija - Ron Slenzak

## Vanjske poveznice
- Discogs.com - Marvin Gaye - In Our Lifetime